# Kalorama
Kalorama es un área de Washington D.C que incluye dos barrios residenciales; Kalorama Triangle y Sheridan-Kalorama. Este vecindario es conocido por la gran cantidad de embajadas que hay en él, las grandes mansiones y los residentes célebres que han habitado este lugar a lo largo de su historia. Según Town and Country Magazine, es el mejor lugar de Washington para vivir siendo influyente.

## Historia
El área de Kalorama fue principalmente rural hasta finales del siglo XIX. En 1795, Gustavus Scott, notario del Distrito de Columbia compró una propiedad en este sitio. Construyó una casa grande y de estilo clásico en dicho sitio, a la que llamó "Rock Hill". En 1803, su mujer vendió la casa a William Augustine Washington, quien la renombró como "Belair". La propiedad volvió a ser vendida, esta vez a Joel Barlow, un poeta, diplomático y filósofo político. Barlow, una vez más, cambia el nombre de la casa, y decide ponerle "Kalorama", que significa "bellas vistas" en griego y que fue la palabra que dio nombre al resto del área. Barlow encargó a Benjamin Latrobe, arquitecto del Capitolio, la misión de agrandar la casa y mejorar su diseño. La casa fue destruida en un incendio durante la Guerra Civil, y fue reconstruida en 1887.
A principios de la década de 1880, la zona apenas estaba desarrollada, ya que una parte de esta se encontraba fuera de la ciudad. Posteriormente, comenzó a subdividirse para su desarrollo urbano.

## Triángulo de Kalorama
El área residencial de Kalorama Triangle, o Triángulo de Kalorama, forma parte del Registro Nacional de Lugares Históricos de Estados Unidos. El vecindario tiene una estación de metro, varias líneas de Metrobús y una línea DC Circulator que para a lo largo de su frontera norte, Calvert Street.

## Sheridan-Kalorama
Sheridan-Kalorama, también conocido como Kalorama Heights, limita al norte y al oeste con Rock Creek Park; al sur y al oeste por Massachusetts Avenue NW; y al sur y al este por Florida Avenue y Connecticut Avenue NW.
Es accesible por Metrorail por Woodley Park y las paradas de Dupont Circle en la Línea Roja. Kalorama Heights está asignado a la Comisión Consultiva de Vecindarios Sheridan-Kalorama de Washington (ANC 2D) y está designado como Distrito de un solo miembro 2D01 (la mitad noreste) y 2D02 (el resto).
El distrito histórico de Sheridan-Kalorama se encuentra en el suroeste de Kalorama.

## Centros educativos
District of Columbia Public Schools es quien opera las escuelas públicas. Kalorama Heights se divide en zonas para la escuela primaria Marie Reed en Adams Morgan. Los estudiantes de la escuela secundaria se asignan a la escuela secundaria Woodrow Wilson .